# Asiago
Asiago – miejscowość i gmina we Włoszech, w regionie Wenecja Euganejska, w prowincji Vicenza.
Według danych na rok 2004 gminę zamieszkiwało 6533 osób, 40,1 os./km².

## Sport
- Asiago Hockey – klub hokejowy

## Historia
- bitwa pod Asiago